# Аратинга Финша
Аратинга Финша (лат. Psittacara finschi) — птица семейства попугаевых. Названа в честь немецкого орнитолога Отто Финша (1839—1917).

## Внешний вид
Длина тела около 28 см; вес около 150 г. Основная окраска оперения зелёная, на голове блестящая. Брюшко желтовато-зелёное, крылья тёмно-зелёные. На лбу и голове у него имеются красные участки. На крыльях блестящие оранжевые перья. Хвост длинный и острый. Клюв розоватого цвета с более тёмным кончиком. Лапы от серо-розоватого до тёмно-серого цвета. Радужка оранжево-красная.

## Распространение
Обитают на востоке Коста-Рики, юге Никарагуа, и западе Панамы.

## Образ жизни
Населяют субтропические и влажные тропические леса, опушки, кофейные плантации и сельскохозяйственные угодья с немногочисленными растениями. Живут в стаях до ста птиц. Питаются разнообразными фруктами, цветами, растениями и зёрнами. Иногда наносят значительный ущерб посевам кукурузы и урожаю зерна.

## Размножение
Пары образуются на всю жизнь. Гнездятся в дуплах деревьев. В кладке от двух до четырёх яиц.